# Rokas Bernotas
Rokas Bernotas (*  2. August 1952 in Vilnius) ist ein litauischer Diplomat und Politiker, Vizeminister.

## Leben
Nach dem Abitur an der Mittelschule absolvierte er von 1970 bis 1975 das Diplomstudium der Chemie an der Vilniaus universitetas (VU).  1985 promovierte er am Kauno politechnikos institutas in organischen Chemie. Von 1992 bis 1993 bildete er sich weiter an der Oxford University.
Von 1975 bis 1991 war er  wissenschaftlicher Mitarbeiter an der VU. Seit 1991 arbeitet er am Außenministerium Litauens. Er leitete eine Unterabteilung, von  2003 bis 2006 eine Abteilung als Departamentsdirektor und war Botschafter in Italien. Von 1992 bis 1993 war er Vizeminister. Zwischen 2010 und 2014 war er Botschafter in Kasachstan und nach einem kurzen Intermezzo im litauischen Außenministerium wurde er 2015 zum Botschafter in Afghanistan ernannt.

## Auszeichnungen
- Orden für Verdienste um Litauen, Komandoro kryžius
- Orden für Verdienste um Polen[3]